# 迪奧戈·科斯塔
迪奥戈·梅雷莱斯·達科斯塔（葡萄牙語：Diogo Meireles da Costa；1999年9月19日—），葡萄牙職業足球員，司職守門員，現效力葡超球會波圖。代表葡萄牙國家足球隊參加國際比賽。

## 俱樂部生涯
迪奧戈·科斯塔1999年9月19日出生於瑞士羅特里斯特，在7歲時回到葡萄牙，2011年加入波爾圖青訓，2018/19賽季幫助波爾圖獲得歐洲青年聯賽的冠軍，同期在葡萄牙聯賽杯中完成一線隊首秀。

## 國家隊生涯
迪奧戈·科斯塔曾作為主力門將跟隨葡萄牙U17國家隊獲得2016年歐洲U-17足球錦標賽冠軍。
2022年世界盃，迪奧戈·科斯塔獲召入葡萄牙國家隊。

## 榮譽
波圖
- 歐洲青年聯賽冠軍 : 2018–19
- 葡萄牙足球超級聯賽冠軍 : 2019–20、2021–22
- 葡萄牙盃冠軍 : 2019–20、2021–22
- 葡萄牙聯賽盃冠軍 : 2022–23[5]
- 葡萄牙超級盃冠軍 : 2020[6]

### 國家隊
葡萄牙
- 歐洲足協國家聯賽冠軍：2024-25賽季

## 外部連結
- 迪奧戈·科斯塔於ForaDeJogo的個人資料
- National team data （页面存档备份，存于） （葡萄牙語）